# Fautmolo
Fautmolo ist ein indonesischer Distrikt (Kecamatan) im Westen der Insel Timor.

## Geographie
| „Dorf“ (Desa) | Verwaltungssitz | Fläche    | Einwohner | Bevölkerungs- dichte |
| ------------- | --------------- | --------- | --------- | -------------------- |
| Sillu         | Sillu           | 7,5 km²   | 864       | 115                  |
| Oeleon        | Oeleon          | 10,24 km² | 1.258     | 123                  |
| Kaeneno       | Kaeneno         | 5,00 km²  | 1.302     | 260                  |
| Nunuhkniti    | Nunuhkneti      | 6,40 km²  | 1.090     | 170                  |
| Besleu        | Beslau          | 6,30 km²  | 669       | 106                  |
| Bileon        | Bileon          | 5,30 km²  | 894       | 169                  |
| Tunis         | Tunis           | 5,29 km²  | 1.651     | 312                  |

Der Distrikt befindet sich im Osten des Regierungsbezirks Südzentraltimor (Timor Tengah Selatan) der Provinz Ost-Nusa-Tenggara (Nusa Tenggara Timur). Im Norden liegt der Distrikt Ost-Amanuban (Amanuban Timur), im Westen und Südwesten Kie, im Südosten Süd-Amanatun (Amanatun Selatan) und schließlich im Osten Noebana.
Fautmolo hat eine Fläche von 46,34 km² und teilt sich in die sieben Desa Sillu, Oeleon, Kaeneno, Nunuhkniti, Beslau, Bileon und Tunis. Der Verwaltungssitz befindet sich in Oeleon. Die Desa unterteilen sich wiederum in 16 Dusun (Unterdörfer). Während Besleu auf einer Meereshöhe von 502 m liegt, befindet sich Nunuhkniti auf 767 m über dem Meer. Das tropische Klima teilt sich, wie sonst auch auf Timor, in eine Regen- und eine Trockenzeit.

## Flora
Im Distrikt finden sich unter anderem Vorkommen von Teak.

## Einwohner
2017 lebten in Fautmolo 7.728 Einwohner. 3.743 waren Männer, 3.985 Frauen. Die Bevölkerungsdichte lag bei 167 Personen pro Quadratkilometer. Im Distrikt gibt es fünf katholische und zwölf protestantische Kirchen und Kapellen und vier Moscheen.

## Wirtschaft, Infrastruktur und Verkehr
Die meisten Einwohner des Distrikts leben von der Landwirtschaft. Als Haustiere werden Rinder (2.278), Büffel (zwei), Schweine (2.188), Ziegen (135) und Hühner (6.248) gehalten. Auf 912 Hektar wird Mais angebaut, auf 25 Hektar Maniok, auf fünf Hektar Mungbohnen und auf vier Hektar Sojabohnen. Reis wird nicht im Distrikt angebaut. Weitere landwirtschaftliche Produkte sind unter anderem Avocados, Tangerinen, Papayas, Bananen und Jackfrüchte.
In Fautmolo gibt es zehn Grundschulen, zwei Mittelschulen und eine weiterführende Schule. Die sonst in den ländlichen Regionen üblichen medizinischen Einrichtungen, wie kommunale Gesundheitszentren (Puskesmas), medizinische Versorgungszentren (Puskesmas Pembantu) oder Hebammenzentren (Polindes) fehlen in Fautmolo. Im Distrikt gibt es nur ein kommunales Hilfszentrum in Nunuhkniti. Im Distrikt sind ein Arzt, acht Hebammen und fünf Krankenschwestern ansässig.